# Ванютино (Вологодская область)
Ванютино — деревня в Белозерском районе Вологодской области.
Входит в состав Визьменского сельского поселения, с точки зрения административно-территориального деления — в Георгиевский сельсовет.
Расстояние до районного центра Белозерска по автодороге — 92 км, до центра муниципального образования деревни Климшин Бор по прямой — 22 км. Ближайшие населённые пункты — Панево, Плоское, Прокино.
Население по данным переписи 2002 года — 28 человек (10 мужчин, 18 женщин). Преобладающая национальность — русские (93 %).